# Leo Graetz

Leo Graetz

Leo Graetz (* 26. September 1856 in Breslau; † 12. November 1941 in München) war ein deutscher Physiker.

## Leben
Graetz war der Sohn des berühmten jüdischen Historikers Heinrich Graetz. Er studierte Mathematik und Physik in Breslau und Berlin. In Breslau promovierte er 1879, wechselte 1880 an die Universität Straßburg, wo er 1881 Assistent von August Kundt wurde. An der Ludwig-Maximilians-Universität München habilitierte er sich 1881 und avancierte 1893 zum außerordentlichen Professor. Nach den Berufungen von Wilhelm Conrad Röntgen für Experimentalphysik und Arnold Sommerfeld für theoretische Physik engten sich die Arbeitsmöglichkeiten für Graetz stark ein. Als eine Art Kompensation erhielt er 1908 ein persönliches Ordinariat für Physik. Im Jahr 1926 wurde er emeritiert und mit dem Goldenen Ehrenring des Deutschen Museums ausgezeichnet.
Graetz beschäftigte sich unter anderem mit Magnetismus, Elektrizität und Atommodellen. Nach ihm benannt sind die Graetz-Schaltung, eine Brückengleichrichterschaltung mit vier Dioden, und die Graetz’sche Zelle. Letztere stellt eine heute nicht mehr gebräuchliche Form eines elektrolytischen Gleichrichters dar. Dieser besteht aus einem Aluminiumbecher als äußerer Elektrode und ist mit Natronlauge gefüllt. Im Inneren des Bechers befindet sich in der Natronlauge eine Eisen/Kohle-Elektrode. Zwischen den beiden Elektroden wird der elektrische Strom je nach Richtung unterschiedlich gut geleitet.
Er war Mitarbeiter am von Adolf Winkelmann herausgegebenen Handbuch der Physik.

## Ehrung
Nach ihm benannt wurde die Leo-Graetz-Straße in München (Siemens-Siedlung) und der Leo-Graetz-Weg in Kramerhof sowie die Graetz-Zahl.

## Schriften
- Die Elektricität und ihre Anwendungen zur Beleuchtung, Kraftübertragung, Metallurgie, Telephonie und Telegraphie: für weitere Kreise dargestellt. Verlag von J. Engelhorn, Stuttgart 1883. (ab 1892 unter dem verkürzten Titel Die Elektrizität und ihre Anwendungen jahrzehntelang das deutschsprachige Standardwerk der Elektrotechnik. Die letzte 23. Auflage erschien 1928)
  - 17. Auflage. 1914 als Digitalisat der ULB Düsseldorf
- Kurzer Abriß der Elektrizität. Engelhorn, Stuttgart 1897.
- Das Licht und die Farben. Teubner, Leipzig / Berlin 1916.
- Die Physik. Verlag Naturwissenschaften, Leipzig 1917.
- Die Atomtheorie in ihrer neuesten Entwickelung. Engelhorn, Stuttgart 1918.